# Престиж
Прести́ж (фр. prestige — авторитет, повага) — громадська оцінка суспільної вагомості індивіда, соціальної групи, професії, організації, певної норми тощо. Практично тісно переплітається з авторитетом, повагою і впливом, має значний вплив на мотиви поведінки людей, на їхні рішення і дії.

## Природа
Одні автори визначають природу престижу, виходячи з його компенсаторних можливостей (З. Фрейд, А. Адлер, Дж. Мід, Г. Лассуелл та ін.); інші — з можливості задовольнити потреби в контролі, впливі, владі над людьми і подіями (С. Реншон, Б. Рейвін та ін.); треті — з ціннісних (аксіологічних) основ престижу (В. О. Ядов, А. Г. Здравомислов, А. А. Кисіль, М. Х. Титма, В. Ф. Чорноволенко, В. Л. Осовський та ін.); четверті — виходять зі стратифікаційних можливостей і досліджують престиж у контексті соціальної нерівності (М. Вебер, Т. Парсонс, Р. Мертон, К. Девіс, У. Мур, О. Шкаратан, В. Радаєв, В. Ільїн та ін.).

### Стереотипізація
Джерелом високого престижу є узагальнений, ідеалізований образ представників даного виду діяльності, закріплений у стереотипі. Стереотипне ставлення до окремих, найяскравіших представників професії переноситься на всю професійну діяльність у
цілому, а потім і на її типових, середніх представників, формуючи престижні оцінки.

### Престижування
Процес формування престижних оцінок є результатом складної взаємодії двох факторів:
1. оцінок професійної діяльності суспільством, групами й
2. оцінок діяльності окремими індивідами.

Обидві групи оцінок взаємозалежні і складають єдиний механізм престижування.
Реклама з метою створення престижу підприємства в суспільстві — рекламна діяльність, тісно пов’язана з внутрішньофірмовою рекламою і з використанням таких засобів:
- контракти з представниками преси;
- оголошення в пресі, які рекламують не безпосередньо товар, а досягнення підприємства;
- участь керівників підприємства у суспільному житті країни.

## Види
Виділяють престиж соціальний і престиж професії (Є. Курасова додає ще —
- престиж меритократичний — становище в суспільстві, що досягається за рахунок власних зусиль, здібностей, бажань
- престиж аскриптивний — становище, що передається в спадщину і не вимагає зусиль по його досягненню.).

Соціальний престиж є «відображенням в суспільній свідомості реального положення в системі суспільних відносин окремої людини, соціальної і професійної групи (верстви), трудового колективу тощо, що характеризують той вплив, повагу, якими вони користуються в суспільстві. У більш вузькому смислі престиж соціальний означає
те місце, що з погляду суспільної думки займає той чи інший соціальний статус в ієрархії інших статусів. Критерій престижу соціального застосовується для аналізу соціальної стратифікації поряд із критеріями доходу, влади та ін.».
Престиж професії — це «феномен суспільної свідомості, у якому опосередковано відбивається існуюча в суспільстві ієрархія професій, видів трудової діяльності, яка визначається розходженням в ступені складності і відповідальності праці, тривалістю необхідної для неї професійної освіти, рівнем її оплати та ін.». Престиж професії «має відносну самостійність від об'єктивного положення професій у суспільстві, а шкала престижу професії — відносну стійкість».